# Черна роза (сериал)
Черна роза (на турски: Karagül) e турски драматичен сериал, излязъл на телевизионния екран през 2013 г.

## Излъчване
| Сезон | Сезон | Епизоди | Начало на сезона  | Край на сезона | Всички епизоди | ТВ сезон    | ТВ канал | Дата и час    |
| ----- | ----- | ------- | ----------------- | -------------- | -------------- | ----------- | -------- | ------------- |
|       | 1     | 12      | 29 март 2013      | 14 юни 2013    | 1 – 12         | 2013        | FOX      | петък (20:30) |
|       | 2     | 37      | 20 септември 2013 | 23 юни 2014    | 13 – 49        | 2013 – 2014 | FOX      | петък (20:30) |
|       | 3     | 39      | 19 септември 2014 | 12 юни 2015    | 50 – 88        | 2014 – 2015 | FOX      | петък (20:00) |
|       | 4     | 37      | 2 октомври 2015   | 10 юни 2016    | 89 – 125       | 2015 – 2016 | FOX      | петък (20:00) |

## Излъчване в България
| Сезон | Сезон | Епизоди | Начало на сезона    | Край на сезона      | Всички епизоди | ТВ сезон               | ТВ канал                | Дата и час                             |
| ----- | ----- | ------- | ------------------- | ------------------- | -------------- | ---------------------- | ----------------------- | -------------------------------------- |
|       | 1     | 27      | 3 юни 2014 г.       | 9 юли 2014 г.       | 1 – 27         | 2014 г.                | TV7                     | всеки делничен ден (19:30)             |
|       | 2     | 86      | 10 юли 2014 г.      | 31 март 2020 г.     | 28 – 113       | 2014 г. 2019 – 2020 г. | TV7 (до 45 еп.) Нова ТВ | всеки делничен ден (19:30/20:30/15:00) |
|       | 3     | 109     | 1 април 2020 г.     | 3 септември 2020 г. | 114 – 222      | 2020 г.                | Нова ТВ                 | всеки делничен ден (15:00)             |
|       | 4     | 110     | 4 септември 2020 г. | 12 февруари 2021 г. | 223 – 332      | 2020 – 2021 г.         | Нова ТВ                 | всеки делничен ден (15:00)             |

## Актьорски състав
- Едже Услу – Ебру Шамверди
- Месут Акуста – Кендал Шамверди
- Хилал Алтънбилек – Йозлем Шамверди
- Мерт Язъджъоолу – Баран Шамверди
- Йозлем Джонкер – Нарин Мерджан
- Шериф Сезер – Кадрие Шамверди
- Илайда Чевик – Мая Шамверди
- Айча Айшин Туран – Ада Шамверди
- Себахат Кумаш – Мелек Шамверди
- Арда Еркуран – Рюзгар Шамверди
- Хюля Дуйар – Емине Шамверди
- Джан Атак – Асъм Шамверди
- Севда Ергинджи – Айше Шамверди
- Есер Карабил – Касъм
- Ебру Ожен Шахин – Сибел Шамверди
- Сарухан Хюнел – Кенан Гюнер
- Гонджа Джиласун – Фикрийе Гюнер
- Йозджан Дениз – Мурат Шамверди
- Огюн Каптаноолу – Огуз Кълъчоглу
- Бурак Челик – Сердар Кълъчоглу
- Су Олгач – Дениз Кълъчоглу
- Явуз Бингьол – Фърат Мерджан
- Фейзан Сойкан – Емре
- Ачеля Елмаз – Елиф
- Туран Селчук Йерликая – Ръза
- Бюлент Полат – Сабри
- Четин Каракулт – Фатих
- Махмут Кьокгьоз – Ирдис
- Мехмед Мехмедов – Мердан Кесер
- Йозлем Акъньозю – Гюлзар Кесер
- Мурат Байкан – Рюстем Кесер
- Дениз Дурмаз – Назлъ
- Ялчън Ертюрк – Реджеп

## В България
В България сериалът започва на 3 юни 2014 г. по TV7, но е спрян поради финансови проблеми. Ролите се озвучават от Радосвета Василева, Христина Ибришимова, Ася Рачева, Веселин Ранков, Даниел Цочев и Здравко Методиев.
На 14 октомври 2019 г. започва излъчване по Нова телевизия и завършва на 12 февруари 2021 г. На 6 май започва повторно излъчване по Диема Фемили и завършва на 12 август 2022 г. Дублажът е записан наново. Ролите се озвучават от Елисавета Господинова, Лина Златева, която по-късно е заменена от Силвия Русинова, Яница Митева, Здравко Методиев, Ивайло Велчев и Димитър Иванчев.